# Середньосульський заказник
Середньосу́льський зака́зник — гідрологічний заказник загальнодержавного значення в Україні. Об'єкт природно-заповідного фонду Полтавської області.
Розташований у межах Миргородського району Полтавської області, між селами Млини, Гиряві Ісківці, Лука і Яшники, що на північ від міста Лохвиці.
Площа 2243 га. Створений 1996 року. Перебуває у віданні: Лохвицьке агролісництво, кв. 52, вид. 22, 23, кв. 53, кв. 65, вид. 3-7, 9-16, кв. 66-67, кв. 81, кв. 122, вид. 1, 2, 4, 5.
Охороняється типовий для Лівобережного лісостепу природний болотний масив у заплаві річки Сули. У минулому на цій території проводились торфорозробки.
У заказнику зростає водно-болотна рослинність: осока омська, гадючник в'язолистий, осот сірий, чистець болотний, рогіз широколистий та вузьколистий, лепешняк великий, латаття сніжно-біле, пухирник звичайний. У заростях вільхи чорної зростають вовче тіло болотне, бобівник трилистий, смородина чорна.
На території заказника трапляється багато видів регіонально рідкісних рослин, серед яких особливо цінна — сальвінія плаваюча, занесена до Червоної книги України. Зростає багато лікарських рослин: валеріана висока, алтея лікарська, а також черемха, крушина та інші.
В урочищі «Західне» зберігся листяний ліс, де зростають липа серцелиста, клен татарський, клен польовий, дуб звичайний, ясен звичайний, ліщина звичайна, а у трав'яному покриві — зірочник лісовий, копитняк європейський, чистець лісовий, дзвоники кропиволисті, купина багатоквіткова. На галявинах поширені буквиця лікарська, підмаренник справжній, звіробій, волошка лучна, свербіжниця польова.
Заказник — місце гніздування багатьох видів водоплавних і болотних птахів, у тому числі журавля сірого, занесеного до Червоної книги України.
- Раніше тут існувало три менші за площею окремі природно-заповідні території: гідрологічний заказник «Гиряві Ісківці» (загальнодержавного значення), місцеві гідрологічні заказники «Малярківщина» та «Рангове». Тепер усі вони входять до території єдиного гідрологічного заказника — Середньосульського.

## Галерея

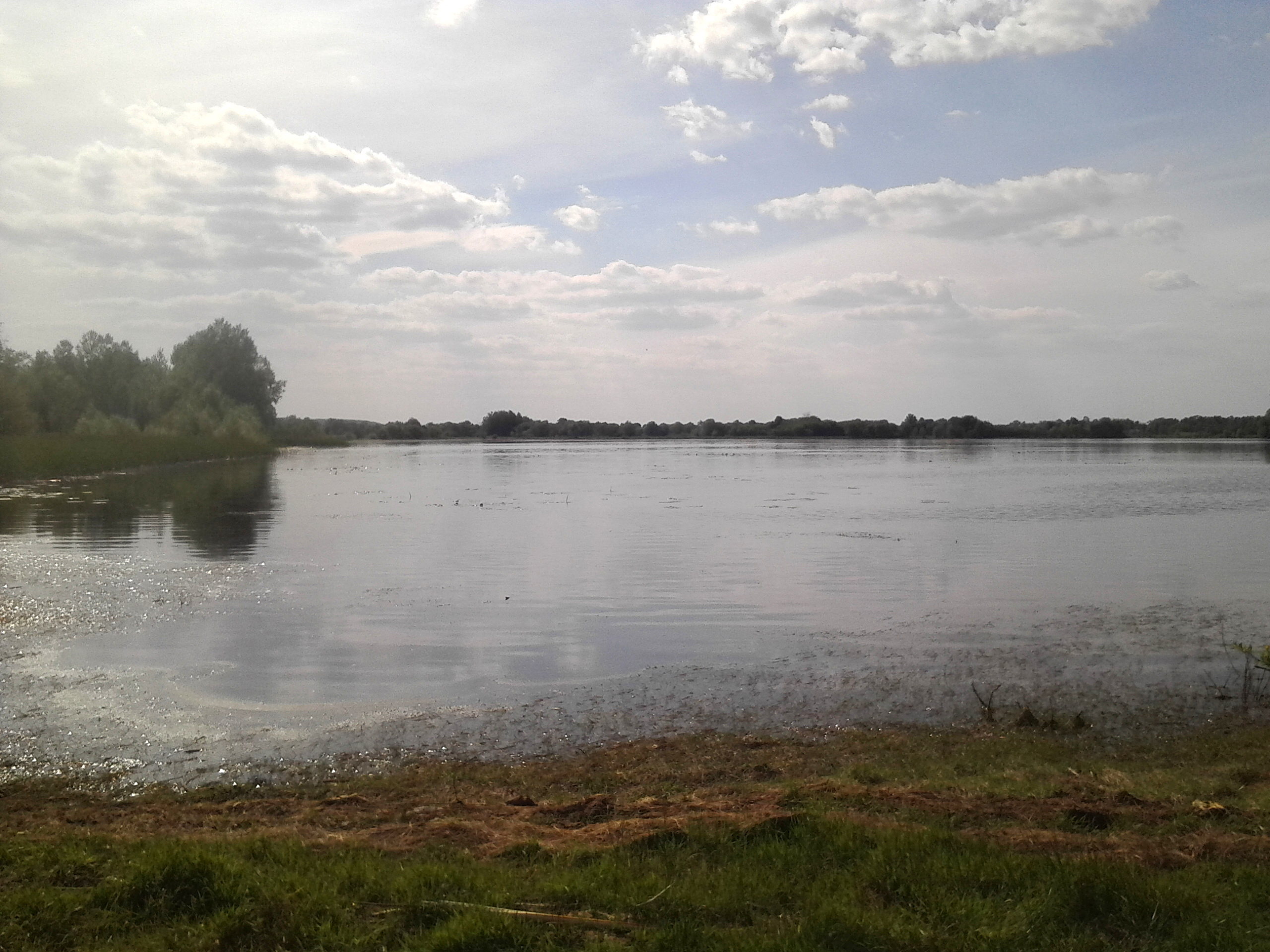
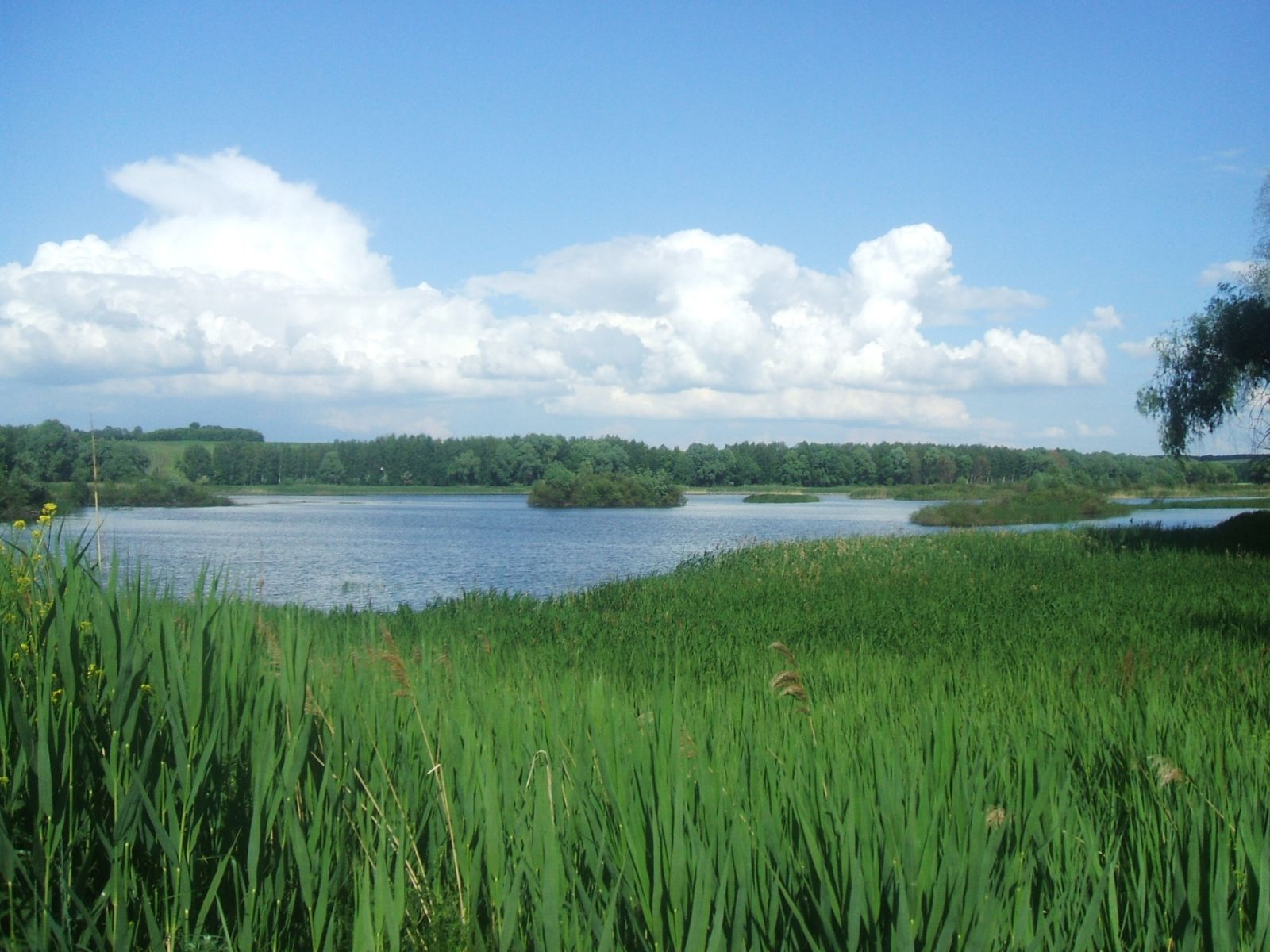
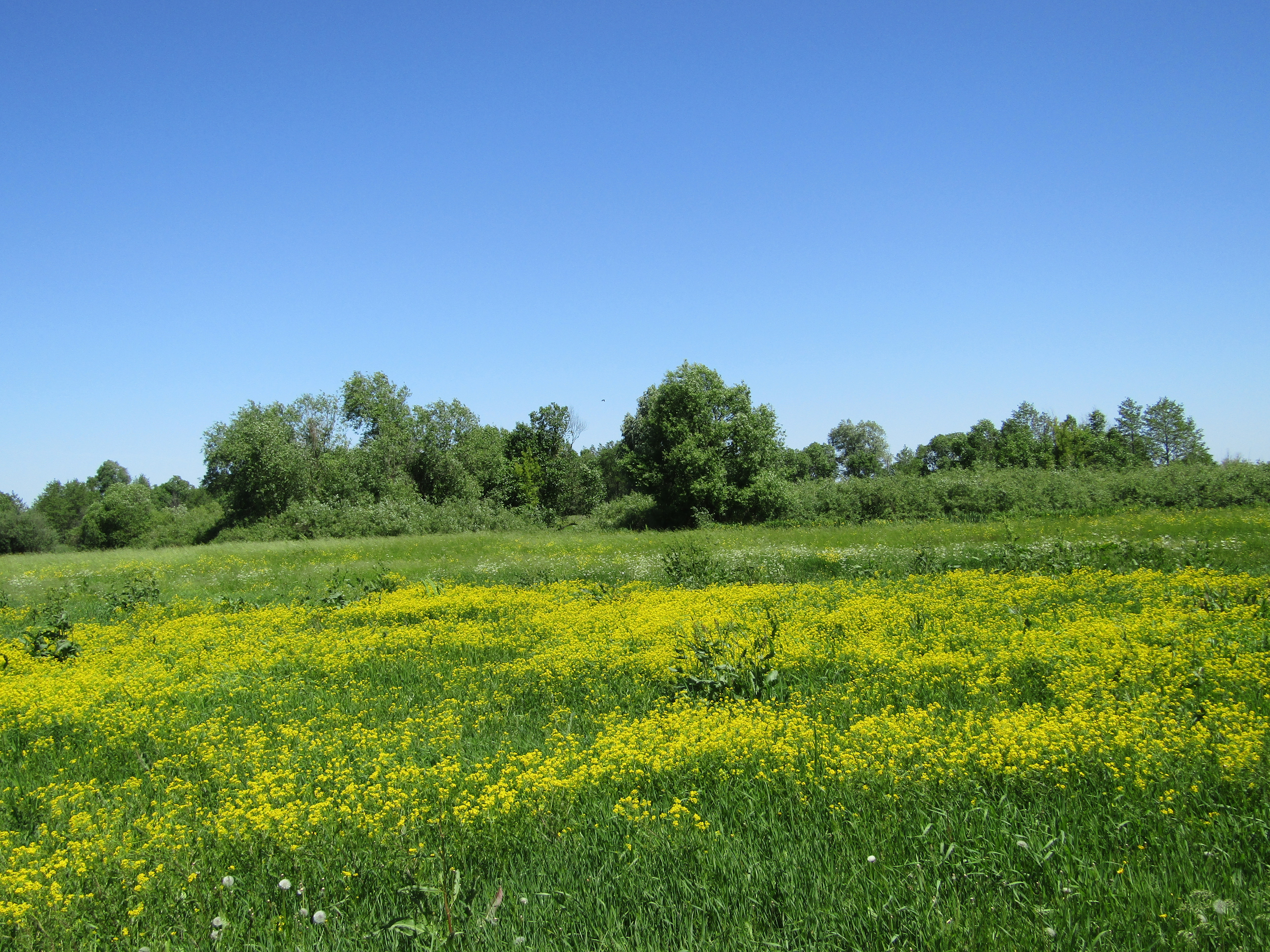
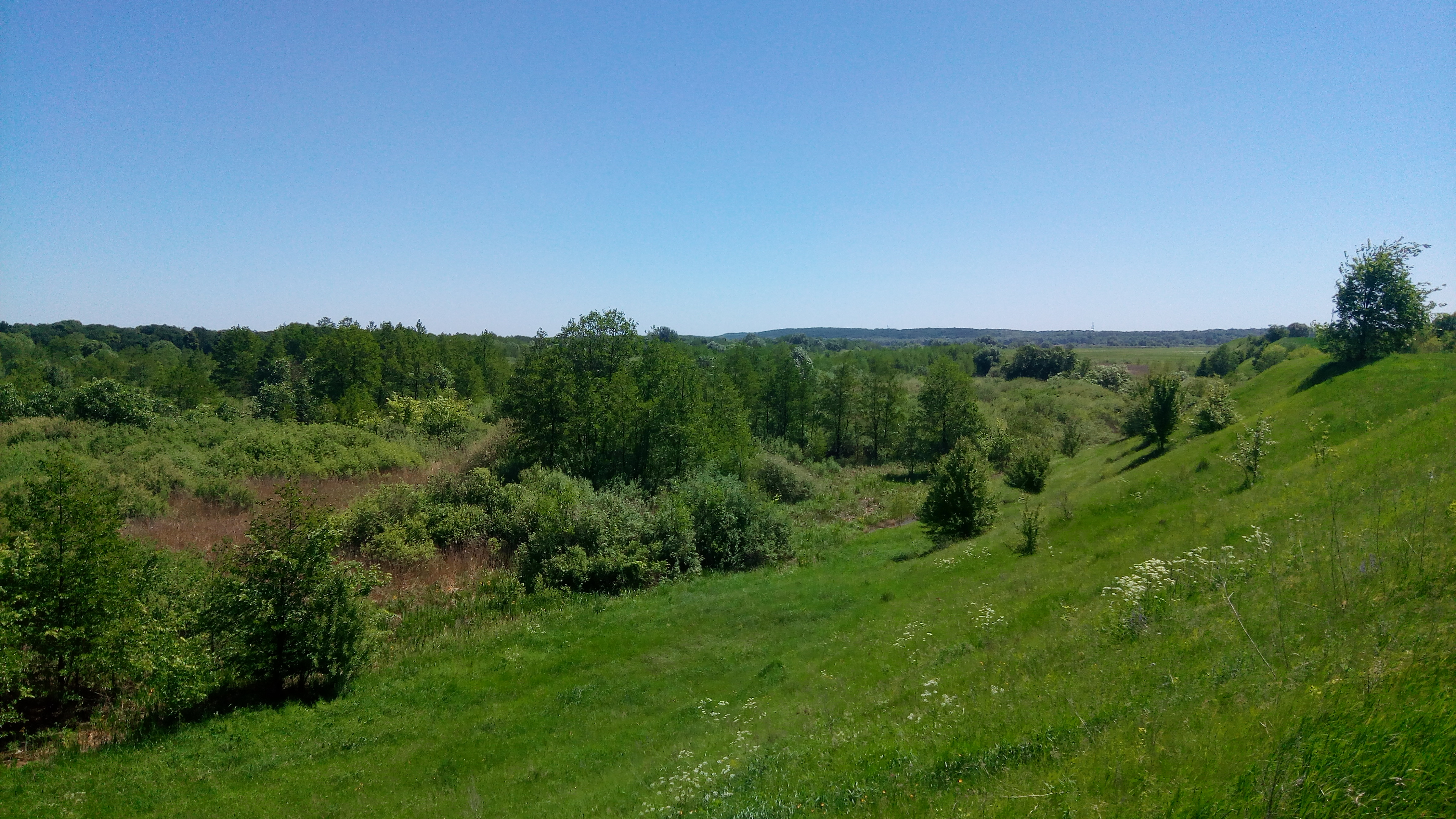
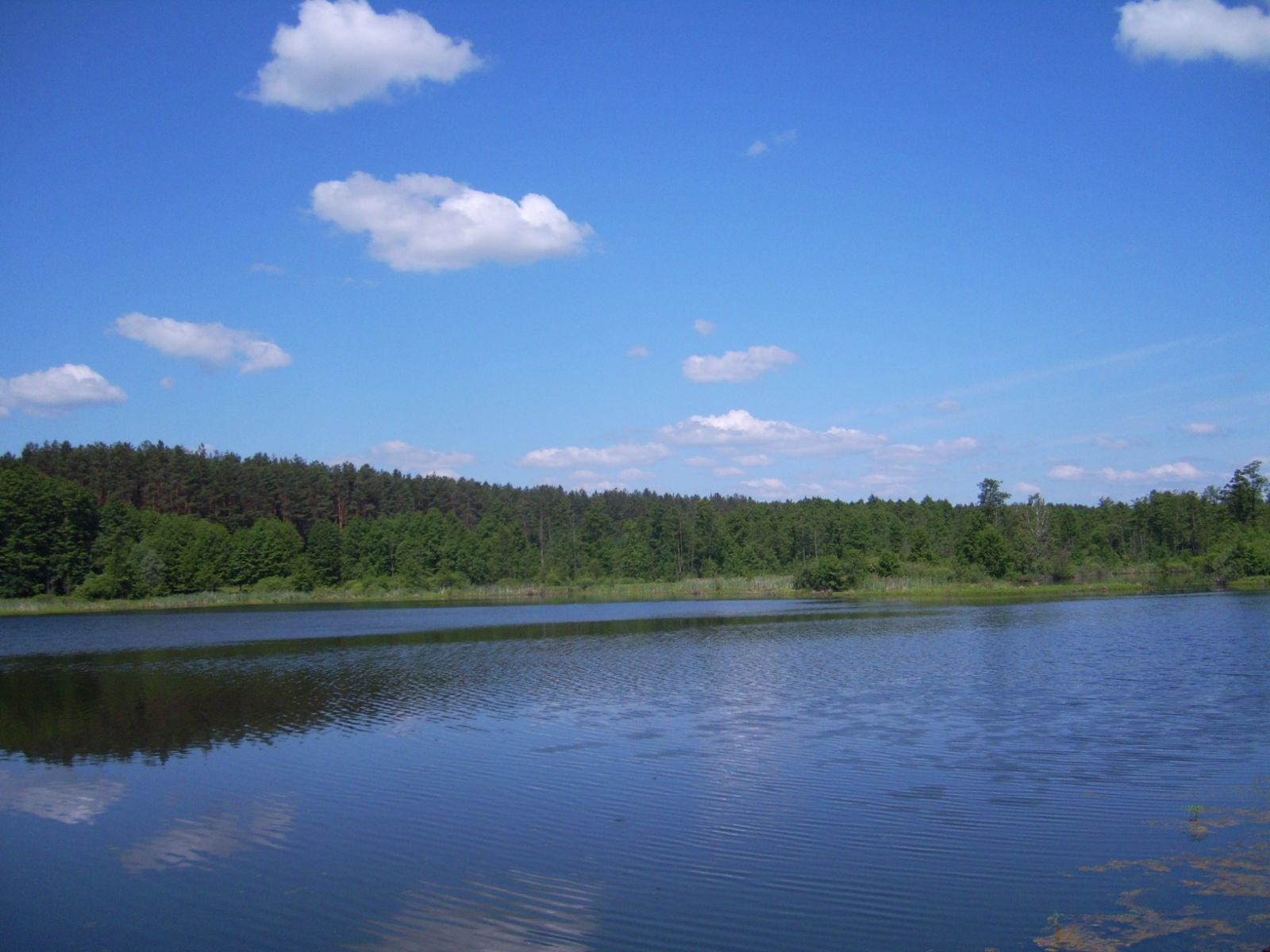